# Cinquè Govern d'Espanya durant la dictadura franquista

Escut de l'estat espanyol

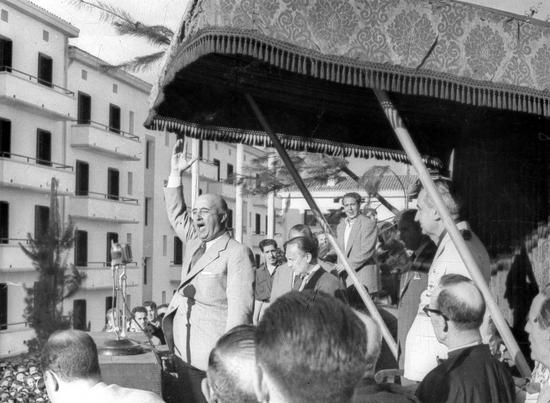
Francisco Franco, cap de l'Estat, a Eibar, 1949

El Cinquè Govern d'Espanya durant la dictadura franquista va durar del 18 de juliol de 1945 al 18 de juliol de 1951.

## Fets destacats
Fou el primer govern franquista després de la Segona Guerra Mundial, on els aliats vencedors imposaren una política d'aïllament i de no reconeixement del règim franquista (que sovint no compliren). Alhora, des del punt de vista econòmic, s'imposa l'anomenada autarquia. També comencen a redactar-se les lleis que conformaran el nou estat franquista, en el que hi ha algunes friccions entre monàrquics, carlins i falangistes.
Alhora, a l'interior ha de fer front a una forta oposició armada, força activa fins al 1949, formada pels maquis de la CNT, PCE i PSUC, principalment a Catalunya, Madrid, Astúries, Lleó i Galícia.

## Composició
- Cap d'Estat

Francisco Franco Bahamonde
- Ministre de la Governació

Blas Pérez González
- Ministre d'Hisenda

Joaquín Benjumea Burín
- Ministre de Treball

José Antonio Girón de Velasco
- Ministre d'Afers exteriors

Alberto Martín Artajo
- Ministre de Justícia i Secretari general del Moviment

Raimundo Fernández Cuesta
- Ministre de l'Exèrcit

Fidel Dávila Arrondo (militar)
- Ministre de l'Aire

Eduardo González Gallarza
- Ministre de Marina

Almirall Francisco Regalado Rodríguez
- Ministre d'Industria i Comerç

Juan Antonio Suanzes Fernández
- Ministre d'Obres Públiques.

José María Fernández-Ladreda y Menéndez-Valdés
- Ministre d'Agricultura

Carlos Rein Segura
- Ministre d'Educació

José Ibáñez Martín